# 菊池神社 (福岡市)
菊池神社（きくちじんじゃ）は、福岡県福岡市城南区にある神社である。
鎌倉時代末期、後醍醐天皇による倒幕の魁として博多で玉砕した菊池武時を祭神とする。旧社格は県社。

## 歴史
元弘3年（1333年）3月11日、鎮西探題に攻め寄せた菊池武時は少弐氏・大友氏の離反によって敗死。馬上の武時は六本松付近で首が落ち、七隈でその胴体が落ちたといわれる。この際に胴体を祭った胴塚が七隈菊池神社の創始とされる。
その後胴塚は戦乱の最中に荒廃しいつしか忘れ去られていったが、天保2年（1831年）、菊池氏の末裔である福岡藩士・城武貞の建白により藩主・黒田斉清の認可を受け墓碑を建立。翌天保3年には武時没後五百年祭を斎行し藩主の幣帛を賜った。
明治2年（1869年）、藩主・黒田長知によって墓碑地に社殿が建立。大正8年（1919年）、早良郡内の有志によって七隈の氏神である埴安神社が当地に移転合祀される。大正11年（1922年）3月16日、村社に列し、昭和8年（1933年）4月4日には県社に昇格。さらに4月7日に神饌幣帛料供進指定社となり、4月13日の武時没後六百年大祭が盛大に挙行された。